# David Copperfield repülésillúziója
A repülés illúziója számtalanszor szerepel David Copperfield varázsműsoraiban, melyek során a művész jó pár percig lebeg a színpad felett, miközben a közönség körülveszi őt. A repülést emlékezetessé teszi a közben végzett mozdulatsor, és a látszólagos súlytalanság illúziója. Ezt az előadási elemet Copperfield a tizennegyedik show-műsorában adta elő először, melynek címe: The Magic of David Copperfield XIV.: Flying-Live Dream, és ezt számtalanszor megismételte későbbi műsorai során. A repülés illúziójának ötlete és megvalósítása John Gaughantól származik.

## Színpadi elemek

Sematikus

A trükk alatt David Copperfield akrobatikus mutatványokat mutat be repülése közben, mint például a bukfenc a levegőben, vagy a háttal lefelé való lebegés, miközben színpadi segítői egy pár karikával körbejárják a testét, amivel "bizonyítják", hogy nem drótokon van felfüggesztve. Ezután beleereszkedik egy akril üvegdobozba, amelyben szintén tud repülni. Ezután kiválasztanak a közönség soraiból egy rendszerint hölgy nézőt, akivel úgy emelkedik a magasba, akárcsak annak idején Superman a mozivásznon. Általában kék színű háttérszöveteket alkalmaznak a produkció háttereként, valamint a tévéshowban hamis felhőket is használnak, valamint műfüstöt. A zenei aláfestés legtöbb esetben az Édentől keletre című film főcímdala szokott lenni. Mielőtt elkezdené, Copperfield kijelenti közönségének, hogy már évek óta gyakorolja a repülést, valamint arról beszél hosszasan, hogy milyen régóta vágynak az emberek arra, hogy repülni tudjanak és, hogy mennyi szerencsétlenül járt ember próbálkozott már a szárnyalással.

## Módszer
John Gaughan írta le először, hogy hogyan lehet megvalósítani ezt az illúziót. A szabadalom alapján az előadó két legyező alakú vékony drótkötegen van felfüggesztve, melyek annyira vékonyak, hogy láthatatlanok maradnak a nézőközönség számára. A drótok nagyjából 1/4 mm vékonyak és mindegyikük, mintegy 10 kilogrammot bír el, melyek együttesen jóval a művész testsúlyánál többet is elbírnak. A drótokat a csípő és a deréktájon rögzítik, amely nagyjából az emberi test súlypontja. Ez egy olyan egyensúlyi pontot hoz létre, ami lehetővé teszi, hogy különféle mozdulatokat végezzen az előadóművész a levegőben, de mégse látsszon, hogy fel van függesztve. A drótok úgy vannak kifüggesztve, hogy a közönség látószögéből ne lehessenek észrevehetőek, valamint, hogy semmiképpen se keresztezzék egymást, amivel láthatóvá válnának. A karikás bizonyítási módszernél a nézők által nem látható módon úgy húzzák be a karikák megfelelő oldalait, hogy a megfelelő részeket behúzzák, azt a látszatot keltve, mintha tömör, egyöntetű karikák volnának a művész teste körül.

## Fordítás
- Ez a szócikk részben vagy egészben  a   David Copperfield's flying illusion című angol Wikipédia-szócikk ezen változatának fordításán alapul.  Az eredeti cikk szerkesztőit annak laptörténete sorolja fel. Ez a jelzés csupán a megfogalmazás eredetét és a szerzői jogokat jelzi, nem szolgál a cikkben szereplő információk forrásmegjelöléseként.